# Скорик Михайло Тихонович
Миха́йло Ти́хонович Ско́рик (*20 листопада 1940, с. Стара Рябина Охтирський район (нині — Великописарівський район, Сумська область) — український журналіст, редактор, учасник українського дисидентського руху в СРСР, співавтор «Листа творчої молоді м. Дніпропетровська».
Член Національної спілки журналістів України (1980) і Національної спілки письменників України (2018).

## Освіта
- 1959 — технік-електрик, Охтирський технікум механізації та електрифікації сільського господарства.
- 1962—1968 — навчання на факультеті журналістики Київського ордена Леніна державного університету імені Тараса Шевченка, де брав активну участь в організації студентського протесту проти русифікації навчального процесу. Був двічі відрахований за антирадянську діяльність.
- 1977—1978 — зарахований на факультет журналістики утретє — студентом 6-го курсу заочного відділення, одержав диплом журналіста.

## Трудова діяльність
- 1965—1967 — кореспондент, завідувач відділу Бориспільської районної газети «Трудова слава». Виключений з КПУ за підтримку «ідейно-шкідливого, антирадянського та націоналістичного» роману «Собор».
- 1968 — літературний працівник відділу культури Дніпропетровської обласної газети «Зоря». За підтримку роману «Собор» був виключений з КПУ та вигнаний з роботи на закритих партійних зборах редакції, дістав негласну заборону КДБ на роботу в журналістиці.
- 1968 — черговий електромонтер силової підстанції кіностудії імені Довженка. Під час роботи познайомився та заприятелював зі сценаристом Юрієм Пархоменком, режисером Миколою Вінграновським, брав участь у тонуванні його фільму «Дума про Британку».
- 1969—1979 — через негласну заборону працювати журналістом, працює економістом головного управління «Укрголовбудматеріали» при Раді міністрів УРСР, інженером Дніпропетровського деревообробного комбінату № 5, трестів «Дніпроспецбуд», «Донбасканалбуд».
- 1979—1985 — кореспондент, завідувач відділу газети Дніпропетровського обкому комсомолу «Прапор юності».
- 1984 — звільнений з посади на бюро обкому комсомолу за обвинуваченням у «ідейно-шкідливому вихованні сина-восьмикласника Матвія».

У цьому ж році Кіровський районний суд м. Дніпропетровська поновив на посаді — це був перший в УРСР судовий процес «журналіст проти обкому Комсомолу».
- 1985—1990 — через негласну заборону працювати журналістом, працює інженером у НДІ «Дніпромашвуглезбагачення».
- 1990—2008 — працює в регіональній та центральній пресі: заступником головного редактора газети «Собор», власним кореспондентом газет «Всеукраинские ведомости», «Голос України», «Сільські новини», редактором районної газети «Дніпровська зоря».

## Дисидентство і гоніння КДБ
1962—1968 — у студентські роки активно відвідував заборонені вечори шістдесятників, де виступали Іван Дзюба, Ліна Костенко, Василь Стус, Микола Вінграновський, Борис Мозолевський, Ірина Жиленко, Михайлина Коцюбинська, Надія Світлична, Іван Драч. Читав і передруковував заборонені книжки з музею, який заснував Іван Гончар, — Михайла Грушевського, Дмитра Багалія, Володимира Винниченка. Брав участь у забороненому покладанні квітів 22 травня до пам'ятника Тарасові Шевченку в Києві.
Разом із групою однодумців вигнаний з факультету з формулюванням «за поведінку не сумісну зі званням радянського студента», через підтримку звільненого з посади доцента Матвія Михайловича Шестопала, звинуваченого в українському буржуазному націоналізмі.
Серпень 1968 — написав у співавторстві з Іваном Сокульським «Лист творчої молоді м. Дніпропетровська» [Архівовано 3 червня 2011 у Wayback Machine.] до ЦК КПУ, Рада міністрів УРСР та Спілка письменників України про гоніння інтелігенції за підтримку роману «Собор» Олеся Гончара та виступав проти русифікації шкіл і вищих навчальних закладів.
У листі відзначено, що за підтримку роману звинувачені в «українському буржуазному націоналізмі» і виключені з партії, з комсомолу, звільнені з роботи низка людей, наведено приклади нищення пам'яток української культури в Дніпропетровську.
Лист був передрукований за кордоном у виданнях української діаспори в Європі, США та Канаді, зокрема в тижневику «Український вісник», а також звучав по американському радіо «Свобода», після чого КДБ УРСР почало активно шукати авторів листа у Дніпропетровську. Слідчі КДБ заарештували І. Сокульського, провели два обшуки у підозрюваного М. Скорика в Києві та два в Дніпропетровській області — у рідних дружини. Уникнув ув'язнення лише тому, що слідство не виявило під час обшуків «Листа» й не змогло довести факту його розмноження Скориком і передачу за кордон на радіостанцію «Свобода».
У 1970-му під час слухання справи Сокульського в Дніпропетровському обласному суді Скорик визнав себе співавтором листа. Матеріали кримінальної справи щодо Скорика за «злочинну діяльність з виготовлення та розповсюдження антирадянських матеріалів» вилучені в окреме провадження й передані Київському УКДБ для розслідування. Працювати в журналістиці заборонено.
У 1970—1975 роках органи КДБ піддавали гонінням у кримінальних справах Івана Світличного, Миколи Холодного, Богдана Уніята. Повернувшись у журналістику, працював у дніпропетровській обласній молодіжній газеті «Прапор юності» кореспондентом, завідувачем відділу. Звільнений з посади за обвинуваченням в «ідейно-шкідливому, націоналістичному вихованні сина-восьмикласника Матвія».
У 1984 році Кіровський районний суд м. Дніпропетровська поновив на посаді в першому в УРСР судовому процесі «журналіст проти комуністичної влади». Після реабілітації роману «Собор» у 1988 році поновлений у партії з перервою стажу в 20 років. 19 серпня 1991 — в день ГКЧП вийшов з лав КПРС.

## Нагороди та премії
- 1987—1988 — нагороджений бронзовою та срібною медалями ВДНГ СССР
- 2001 — переможець у номінації «журналістське розслідування» Національної спілки журналістів України
- 2007 — почесна медаль за розвиток самоврядування
- 2020 — Всеукраїнська премія імені Івана Огієнка[1]
- 2020 — Київська обласна літературна премія імені Григорія Косинки
- 2020 — Премія імені Ірини Калинець[2]

## Родина
Одружений. Виховав п'ятеро дітей.